# Nordijske države
Nordijske države so peterica držav na severu Evrope: Danska, Norveška, Švedska, Finska in Islandija.
Nordijske države so članice Nordijskega sveta. Poleg njih so pridružene članice Nordijskega sveta tudi naslednja avtonomna ozemlja:
- Åland (Finska)
- Ferski otoki (Danska)
- Grenlandija (Danska)